# Michel Zimbacca
Michel Zimbacca (28. července 1924, Paříž - 1. dubna 2021, Pariž) byl francouzský filmař, básník a tvůrce koláží hlásící se k surrealismu.

## Život
Michel Zimbacca se narodil syrským rodičům a žije v Paříži. Je profesionálním filmařem, vizuálním umělcem a básníkem. Od roku 1949 se nejprve podílel na surrealistickém hnutí svými filmovými „eseji“, včetně filmu Square du Temple (1946). Ve dvou filmech vytvořených ve spolupráci s J.-L. Bédouinem a B. Péretem čerpal z pramenů domorodých kultur (L'invention du monde, 1951), (Quetzalcoatl, 1952). V roce 1969 režíroval krátký film Ni d'Eve ni d' Adam, v němž herec Claude Faraldo a surrealista Jean Benoît vystupují v Benoîtově kostýmu pro performanci nazvanou Nekrofil, hold seržantu Bertrandovi. Ve svých básních stejně jako v množství svých výtvarných děl (koláže, objekty, kresby), Michel Zimbacca se snaží především obohatit filozofický a ideologický arzenál surrealismu. Je rovněž autorem mnoha skupinovách fotografií pařížské surrealistické skupiny.
Michel Zimbacca odmítl uznat „rozpuštění“ surrealismu Jeanem Schusterem kolem roku 1970, pokračoval v surrealistickém dobrodružství, a spolu s Vincentem Bounourem, Jeanem-Louisem Bédouinem, Jorgem Camachem a dalšími se podílel na přípravách časopisů B.L.S., Surréalisme a SURR. Navštívil také několikrát Prahu, kde se stýkal s českými surrealisty a proběhla projekce jeho filmů.

## Filmy
- 1946 Square du Temple
- 1948 Lionnière, terre captive
- 1951 L'invention du monde, spolu s Jean-Louisem Bédouinem, komentář Benjamin Péret
- 1952 Quetzalcoatl, le serpent emplumé, spolu s Jean-Louisem Bédouinem, komentář Benjamin Péret
- 1968 Ni d'Eve ni d' Adam

## Poezie
- Le Centaure inoxydable, Paris, Editions Surréalistes, 1994.
- Conseil de nuit, Paris, Editions Surréalistes, 1995.
- Sans cent vierges ni virgule, Montréal, Sonámbula Loplop, 2017.